# Amphichaeta raptisae
Amphichaeta raptisae är en ringmaskart som först beskrevs av Chapman 1981.  Amphichaeta raptisae ingår i släktet Amphichaeta och familjen glattmaskar. Inga underarter finns listade i Catalogue of Life.